# Junta de Traslaloma
Junta de Traslaloma település Spanyolországban, Burgos tartományban. Junta de Traslaloma Merindad de Montija, Valle de Mena, Valle de Losa és Medina de Pomar községekkel határos. Lakosainak száma 122 fő (2024).

## Népesség
A település népessége az utóbbi években az alábbiak szerint változott:
| Lakosok száma | 187  | 200  | 195  | 163  | 155  | 138  | 133  | 132  | 123  | 122  |
|               | 2001 | 2004 | 2006 | 2009 | 2011 | 2014 | 2016 | 2019 | 2021 | 2024 |